# Ronde van Nederland 1995
De 35e editie van de Ronde van Nederland ging op 22 augustus 1995 van start in Haarlem. Na 5 etappes werd op 26 augustus in Valkenburg gefinisht. De ronde werd gewonnen door Jelle Nijdam.

## Eindklassement
Jelle Nijdam werd winnaar van het eindklassement van de Ronde van Nederland van 1995 met een voorsprong van 14 seconden op Vjatsjeslav Jekimov.
| Rang | Renner              | Land        | Tijd       |
| ---- | ------------------- | ----------- | ---------- |
| 1    | Jelle Nijdam        | Nederland   | 21u 02'24" |
| 2    | Vjatsjeslav Jekimov | Rusland     | + 0'14"    |
| 3    | Flavio Vanzella     | Italië      | + 0'18"    |
| 4    | Zenon Jaskuła       | Polen       | + 0'18"    |
| 5    | Erik Breukink       | Nederland   | + 0'45"    |
| 6    | Frans Maassen       | Nederland   | + 0'48"    |
| 7    | Rolf Järmann        | Zwitserland | + 0'49"    |
| 8    | Maarten den Bakker  | Nederland   | + 0'57"    |
| 9    | Fabio Roscioli      | Italië      | + 1'11"    |
| 10   | Aitor Garmendia     | Spanje      | + 1'25"    |

## Etappe-overzicht
| Etappe | Van - naar            | Km         | Etappewinnaar       |
| ------ | --------------------- | ---------- | ------------------- |
| 1      | Haarlem - Breda       | 216        | Jeroen Blijlevens   |
| 2      | Zaltbommel - Deventer | 164,8      | Jeroen Blijlevens   |
| 3a     | Deventer - Denekamp   | 104        | Wilfried Nelissen   |
| 3b     | Denekamp - Oldenzaal  | 21,3 (ITT) | Vjatsjeslav Jekimov |
| 4      | Doetinchem - Venlo    | 181,3      | Tom Steels          |
| 5      | Venlo - Valkenburg    | 207,7      | Jelle Nijdam        |

1948 · 1949 · 1950 · 1951 · 1952 · 1953 · 1954 · 1955 · 1956 · 1957 · 1958 · 1959 · 1960 · 1961 · 1962 · 1963 · 1964 · 1965 · 1966 · 1967 · 1968 · 1969 · 1970 · 1971 · 1972 · 1973 · 1974 · 1975 · 1976 · 1977 · 1978 · 1979 · 1980 · 1981 · 1982 · 1983 · 1984 · 1985 · 1986 · 1987 · 1988 · 1989 · 1990 · 1991 · 1992 · 1993 · 1994 · 1995 · 1996 · 1997 · 1998 · 1999 · 2000 · 2001 · 2002 · 2003 · 2004 · 2005 · 2006 · 2007 · 2008 · 2009 · 2010 · 2011 · 2012 · 2013 · 2014 · 2015 · 2016 · 2017 · 2018 · 2019 · 2020 · 2021 · 2022 · 2023 · 2024